# Großsteingrab Slettegård
Das Großsteingrab Slettegård war eine megalithische Grabanlage der jungsteinzeitlichen Nordgruppe der Trichterbecherkultur im Kirchspiel Helsinge in der dänischen Kommune Gribskov. 1857 wurden Funde aus dem Grab geborgen, später wurde es zerstört.

## Lage
Das Grab lag östlich von Slettegård und nördlich des Kurrebrovej auf einem Feld. In der näheren Umgebung gibt bzw. gab es mehrere weitere megalithische Grabanlagen. Etwa 1 km östlich befinden sich die Langdysser im Valby Hegn und 1,2 km nordnordöstlich der Langdysse „Munkebrostene“.

## Forschungsgeschichte
1857 wurden bei einer nicht wissenschaftlichen Grabung Funde aus dem Grab geborgen und dem Dänischen Nationalmuseum übergeben. Wenig später wurde die Anlage restlos abgetragen. Eine Dokumentation der Fundstelle durch Mitarbeiter des Museums im Jahr 1886 erbrachte keine Hinweise auf bauliche Überreste.

## Beschreibung

### Architektur
Die Anlage besaß eine Hügelschüttung unbekannter Form und Größe. Der Hügel enthielt eine Grabkammer, die mit einer 0,6 m dicken Schicht aus Feuerstein ummantelt war. Über Maße und Orientierung der Kammer liegen keine Angaben vor. Auch der genaue Grabtyp lässt sich nicht sicher bestimmen. Da das Grab aber einen nord-südlich orientierten Gang besessen haben soll, könnte es sich um ein Ganggrab gehandelt haben.

### Funde
In der Kammer wurden 1857 fünf Feuerstein-Beile, ein Dolch, zwei Feuerstein-Messer, sechs Abschläge, drei Schulterschalen aus Keramik und sieben Bernstein-Perlen gefunden. Zwei ebenfalls gefundene Bruchstücke weiterer Beile sind heute verschollen. In früherer Zeit waren bereits zwei weitere Feuerstein-Dolche gefunden worden.